# イブニングニュース630
『イブニングニュース630』（イブニングニュースろくさんまる）は、東海テレビで1978年10月2日から1984年9月28日までに放送された平日夕方の東海3県向けワイドニュース番組。

## 番組概要
- 前番組は「FNNニュース6:30」に続いて放映された「東海テレビニュースポスト」であり、その10分間（18:50 - 19:00）のローカルニュース枠を拡大して放送を開始したものである。

- フジテレビ発全国ニュースが「FNNニュースレポート6:00」の頃はこのタイトルだったが、1984年10月1日、「FNNスーパータイム」のスタートに合わせて「FNNイブニングニュース600」に改題された。西澤は1987年4月に芳川猛がメインキャスターに加わるまで、『-600』のメインキャスターを続投。メインを芳川に譲ってからも1990年3月に勇退するまで、コメンテーターとして番組に残った。

- オープニングは空撮の人文字だった。

- テーマ音楽は、同時期に関東ローカルで放送されていた「FNNニュースレポート6:30」の初代オープニングテーマと同一の曲が、初回から最終回まで一貫して使用されていた（オープニングのほか本編エンディングでも使用）。同じ曲は当時の「中日新聞テレビ日曜夕刊」東海テレビ版オープニングにも使われ、こちらでは630終了後も1986年3月まで使われた。フジテレビ系列では夕方ローカルワイドニュースで同じ曲を使っていた局が多い。

- ナゴヤ球場3塁側の東海テレビの広告フェンスにも長年当番組の広告が掲げられていた（続編の「イブニングニュース600」「東海テレビスーパータイム」も。後者は深夜「プロ野球ニュース」と合同）。

## ニュースキャスター
- 西澤信正（当時中日新聞社本部論説委員）ほか

## 放送時間
- 1978年10月2日 - 1984年9月28日 月曜日 - 金曜日 18:30 - 18:55